# Tegare
Tegare är en ort i Bosnien och Hercegovina.   Den ligger i entiteten Republika Srpska, i den östra delen av landet, 90 km öster om huvudstaden Sarajevo. Tegare ligger 274 meter över havet och antalet invånare är 240.
Terrängen runt Tegare är huvudsakligen kuperad. Tegare ligger nere i en dal. Närmaste större samhälle är Bratunac, 12,1 km väster om Tegare. 
I omgivningarna runt Tegare växer i huvudsak lövfällande lövskog. Runt Tegare är det ganska tätbefolkat, med 83 invånare per kvadratkilometer.